# Йога сутра
Йога сутра е основен текст на Йога, състоящ се от 196 сутри (афоризми). Йога сутра е предимно абстрактен философски духовен текст с малко практически духовни и физически йога техники и предложения, повече с морални напътствия, който проповядва непривързаност към света подобна на саняса на Шанкара.
В Средновековието йога е причислена към 6-те ортодоксални школи на индуистката философия. Според късния Йогататва упанишад йога се калсифициира в 4 форми – Мантра йога, Лая йога, Хатха йога и Раджа йога, като последната се счита за най-висша (царска) практика, а Йога сутра е неин основен текст.
Въпреки че Йога сутра е станала най-важният текст за йога, мнението на мнозина е, че нейният съставител Патанджали не е създател на йога, която съществува и преди него, а е велик неин поддръжник и тълкувател.

## Структура и съдържание на текста
Патанджали разделя Йога сутра на четири глави (пада).
- Самадхи пада. Самадхи означава блажено състояние, в което йогинът е обединен с Единия. Самадхи е основната техника, която научава йогинът на гмурване в дълбините на ума и постигане на кайваля. Авторът описва йога и след това природата и средствата за постигане на самадхи. Тази глава съдържа известният дефиниращ стих: „Йога читта-вритти-ниродха“ („Йога е прекратяване на модификациите на ума (съзнанието)“).[6]. Модификациите на съзнанието (врити) се овладяват (ниродха) чрез постоянна практика (абхяса) и непривързаност (вайрагя, безстрастие), постоянно усилие да се постигне и поддържа състояние на стабилно спокойствие и научаване да се освободи практикуващия от привързаности, неприязъни, страхове и фалшива идентичности, които замъгляват истинския Аз.[7]

- Садхана пада. Садхана е санскритската дума за „практика“ или „дисциплина“. Тук авторът описва две форми на йога: Крия йога (Йога на действието) и Ащанга йога (Осемстепенна йога).
  - Крия йога, наричана също Карма йога, се описва и в 3 глава на Бхагавад гита, в която Арджуна е съветван от Кришна да действа без привързаност към резултатите или плодовете на действията. Това е йогата на безсебичните действия и служене.
  - Ащанга йога описва осемте стъпки или степени, които съставят Раджа йога.

- Вибхути пада. Вибхути е санскритската дума за „сила“ или „проявление“. Свръхестествени сили (сиддхи) се придобиват чрез практиката на йога. Изкушението на тези сили трябва да се избягва и вниманието да се фиксира върху освобождението.

- Кайваля пада. Кайваля буквално означава „изолация“, но в сутрите означава освобождение и се използва взаимозаменяемо с мокша, което е целта на йога. Кайваля пада описва процеса на освобождението и реалността на трансценденталното его.

### Пречки
В първа глава на Йога сутра са изброени пречките на пътеката на Йога: болест, инертност, съмнение, небрежност, мързел, чувственост, разсеяност, непостоянство, нестабилност. Съпътстващи тези пречки са болката, отчаянието, нервността и нередовно дишане.
Сутра 2.33 дава метод за контрол на мислите: „Когато възникнат обструктивни мисли, практикувайте противоположната мисъл“.

### Клеши
Във втора глава на Йога сутра са изброени и петте причини за самсара или кръговрата от прераждания. Тези беди или клеши, са:
- Невежеството (авидя): Невежеството е приемане на невечното за вечно, нечистото за чисто, злото за добро и не-азът за аз. Неспособността да се видят нещата каквито са. Това причинява объркване на временни въпроси, свързани с егото, за постоянни, свързани с душата.
- Егоизмът (асмита): Егоизмът е идентифициране на познавателната сила с инструментите на познанието. Тенденцията за прекалено идентифициране с егото. Това ни пречи да се свържем с душата си.
- Привързаността (рага): Привързаността е магнетичната тенденция за привличане към удоволствието. Пламъкът на желанието, което причинява пристрастеността към удоволствието. Това ни обезсърчава да напуснем зоната си на комфорт за по-напреднала територия.
- Антипатията (двеша): Антипатията е магнетичната тенденция, която отблъсква от болка. Неприязънта към болката и страданието.
- Страхът от смъртта (абхинивеша): Течащо със собствена енергия, установено дори в мъдреците и в глупаците, е безкрайното желание за живот. Вкопчеността в живота. Това разрежда фокуса ни и пречи на способността да се изпита духовна свобода, която е целта на Йога.

### Садхана пада
Садхана означава „практика на духовна дисциплина“.
Във втора глава авторът описва две форми на йога: Крия йога (йога на техниките) и Ащанга йога, йогата на осемте степени, чиито първи четири отговарят на Хатха йога.

#### Крия йога
Крия йога или йога на действието е практиката на тапас (аскетизъм), на свадхияя (изучаване на свещени писания) и на Ишварапранидхана (преданост към божественото). Комбинираната практика на тези три точки има за ефект намаляването на „държенето“ на петте клеши. Следват различни духовни техники: различаване на нетрайното от трайното или илюзията за реално, унищожаване на чувството за личната важност или на собствената индивидуалност (ахамкара), медитиране, разграничаване на този, който вижда от това, което е виждано.

#### Ащанга йога
Ащанга йога означава осемстепенна йога:
Първите пет се наричат външни помощи на Йога (бахиранга садхана)
- Яма се отнася до петте въздържания: как да се свързваме с външния свят.

- Ахимса: ненасилие, ненанасяне на вреда или рана на други и също на себе.
- Сатя: истинност, придържане към истината.
- Астея: некрадене, нежелание на нещо, което принадлежи другиму.
- Брахмачаря: въздържание от сексуална активност, съхраняване и култивиране на сексуалната енергия.
- Апариграха: непритежателност, нетрупане на богатство.

- Нияма се отнася до петте съблюдавания: как се отнасяме към себе си, вътрешния свят.

- Шауча: телесна и умствена чистота.
- Сантоша: задоволеност, удовлетворение от това, което притежава човек.
- Тапас: аскетичност.
- Свадхияя: изучаване на свещените писания, интроспекция и изучаване на себе си, на душата и Бог вътре в човек.

- Ишварапранидхана: предаване и служене на Бог. В сутрите се твърди, че отдаденост на Ишвара, представляван от мистичната сричка Ом, може да е най-ефективния метод за постигане на целта на Йога.

- Асана: Дисциплина на тялото: пози за поддържане на здраво тяло. Правилните пози са помощ за медитацията, тъй като те контролират тялото и нервната система и предотвратяват създаването на смущения в тях.
- Пранаяма: контрол на жизнената енергия чрез дишане. Полезна е за здравето и спомага за концентрация и медитация.
- Пратяхара: отдръпване на сетивата от външни обекти.

Последните три нива се наричат вътрешни помощи за йога (антаранга садхана)
- Дхарана: концентрация на ума върху обект като пламък на свещ, точката на междувеждието или изображение на Бог.
- Дхяна: медитация. Несмутим поток на съзнанието върху обекта на медитацията. Актът на медитацията и обектът на медитацията остават отделни.
- Самадхи: единение с обекта на медитацията. Медитиращият, актът на медитацията и обектът на медитацията стават едно. Самадхи е два вида:
  - Сампраджната самадхи – съзнателно самадхи. Умът остава концентриран (екагра) върху обекта на медитация, следователно съзнанието за обекта на медитация остава. Умствени модификации възникват само по отношение на обекта на медитация.
  - Асампраджаната самадхи – свръхсъзнание. Умът и обектът на медитация стават едно. Съзнанието за обекта на медитация се трансцендентира. Всички умствени модификации се прекратяват (ниродха), макар че латентни впечатления може да останат.

Комбинирана едновременна практика на дхарана, дхяна и самадхи се нарича самяма и се счита за инструмент за постигане на различни сили (сиддхи). Тези висши състояния и способности на съзнанието и техниките на йога за тяхното постигане се описват в трета глава, Вибхути пада. Но както е споменато по-горе, сиддхите разсейват и не трябва да се насърчават. Сиддхите са мая, или част от света на космическата илюзия. Целта на самадхи е не да се придобият сиддхи, а да се постигне кайваля.